# Hyundai i20 N Rally1
Chronologie des modèles
Hyundai i20 Coupe WRC Aucun
La Hyundai i20 N Rally1 est une voiture de rallye de la catégorie Rally1, produite par Hyundai Motorsport depuis 2022, et engagée en championnat du monde des rallyes. Lors de la saison 2024, Thierry Neuville et Martijn Wydaeghe remportent le championnat pilote sur leur Hyundai i20 N Rally1.

## Historique

### Contexte

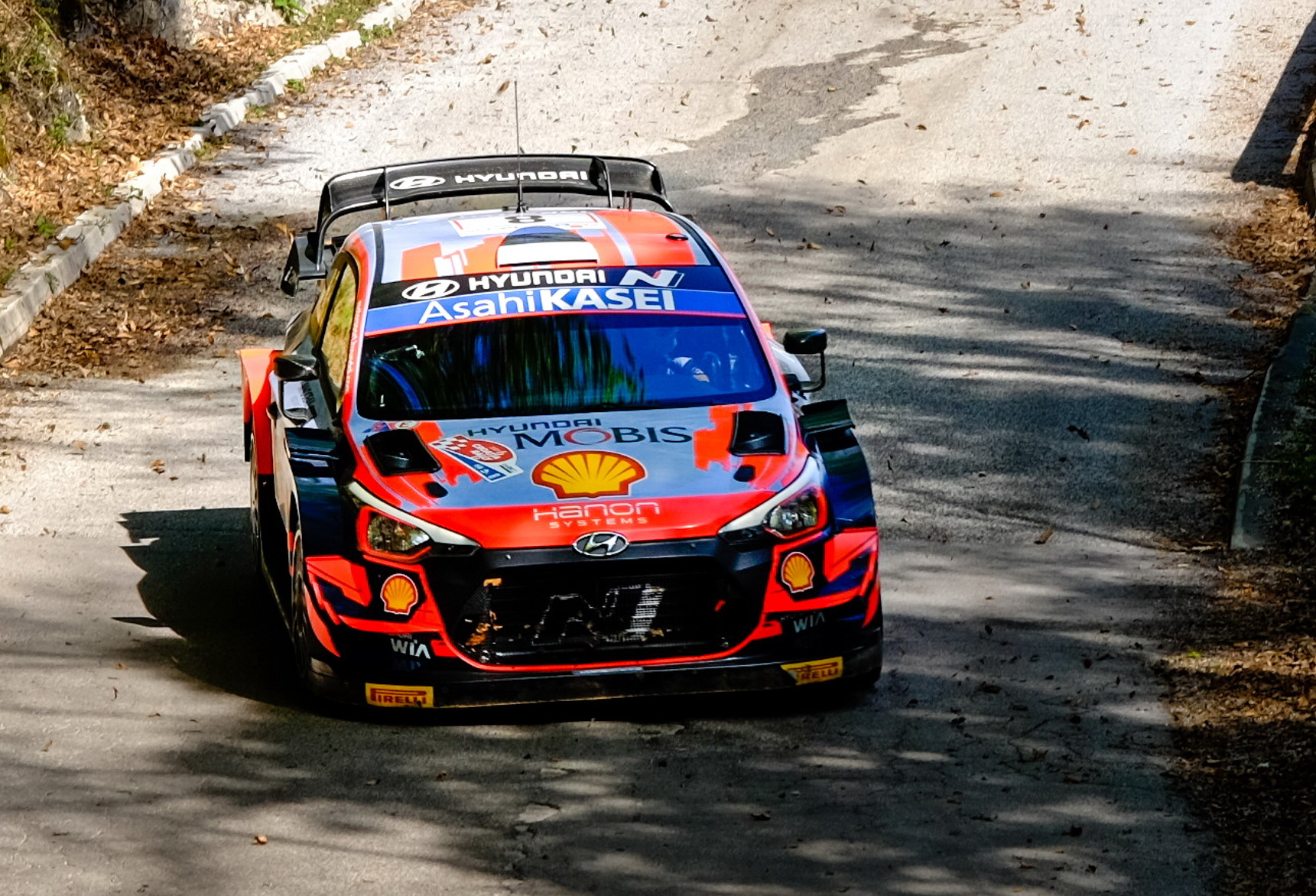
La Hyundai i20 Coupe WRC d'Ott Tänak, au rallye de Croatie 2021, la devancière de la Hyundai i20 N Rally1.

Dès 2018, la Fédération internationale de l'automobile annonce son intention de simplifier la nomenclature des catégories de rallye, s'inspirant du système utilisé pour les Formules en monoplace. Le 14 juin 2019, le principal organe décisionnel de la FIA, le Conseil Mondial du Sport Automobile (CMSA), approuve l'introduction d'une nouvelle catégorie destinée à remplacer les World Rally Cars à partir de 2022, avec un cycle d'homologation de cinq ans. La principale innovation réside dans l'intégration d'un système hybride, dont les spécifications sont fixées pour les trois premières années, laissant place à une éventuelle plus grande liberté technique à partir de 2024. En décembre 2019, les principales directives du futur règlement technique sont officiellement approuvées par le conseil.
Hyundai Motorsport, qui engage sa Hyundai i20 Coupe WRC depuis 2017, doit ainsi créer un tout nouveau modèle respectant cette nouvelle réglementation.

### Conception et développement
Les spécifications Rally1 reposent sur de nouveaux châssis en acier, conçus pour être plus résistants et plus sécurisés, conformément aux réglementations de la FIA, avec un empattement réduit au minimum. Lors de la conception de la structure anti-collision des futurs modèles Rally1, les équipes de Toyota Gazoo Racing, Hyundai Motorsport et M-Sport sollicitent la FIA pour établir un programme de tests collaboratif. L'objectif est de développer un système de sécurité standardisé pour toutes les équipes, régit par la FIA. Une seule série de crash-test est ainsi réalisée, par la FIA, au lieu de plusieurs tests par équipe. Les résultats de cette série de tests permettent de définir les exigences de conception en matière de sécurité, une fois partagée avec les constructeurs. En prenant en compte le volume intérieur de chacun des futurs modèles des trois équipes, ces derniers et la FIA conçoivent une cellule de sécurité universelle à toutes les voitures Rally1.
La marque dévoile officiellement son prototype en mai 2021, durant la première phase de développement, lors d'essais sur terre.
Hyundai est discret sur le développement de sa voiture depuis ses essais en Finlande en juin 2021. Tandis que ses deux concurrents, Toyota et M-Sport, mènent des essais sur asphalte dès le mois d'août, Hyundai réalise à son tour des tests sur cette surface au mois de septembre. Lors de cette nouvelle série d'essais, la Hyundai i20 N Rally1 est exposée au grand jour, mais ne semble pas présenter, du moins extérieurement, de modification majeure. À l'instar de Toyota le mois précédent, Hyundai choisi le massif des Vosges comme cadre pour continuer le développement de son véhicule. Thierry Neuville teste la voiture durant deux jours, le 8 et le 9 septembre, tandis qu'Oliver Solberg poursuit les évaluations sur cette surface le 10 septembre.

### Présentation, lancement et améliorations

#### Présentation

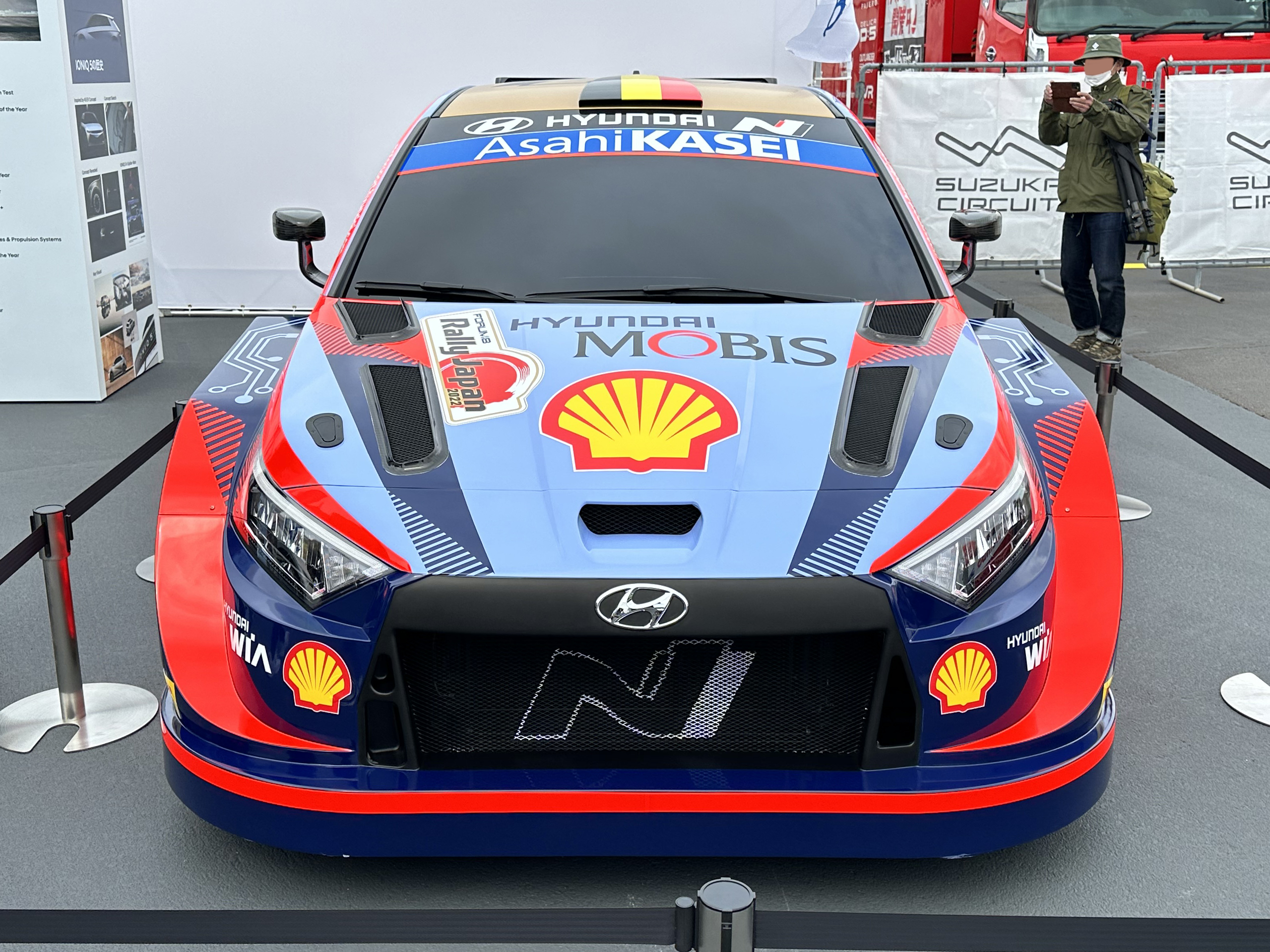
La Hyundai i20 N Rally1 de Thierry Neuville et Martijn Wydaeghe de 2022.

Le 15 janvier 2022, les trois équipes officielles engagées pour le championnat du monde des rallyes 2022 se réunissent à Salzbourg, au Hangar-7 de Red Bull Racing, promoteur de la compétition, pour une cérémonie de présentation officielle. À cette occasion, les équipes de Hyundai Motorsport présentent la Hyundai i20 N Rally1, celles de Toyota Gazoo Racing WRT la Toyota GR Yaris Rally1, et celles de M-Sport Ford World Rally Team la Ford Puma Rally1.

#### Saison 2022
Lors de la saison 2022, Hyundai Motorsport remporte 5 victoires, et termine deuxième du championnat, derrière Toyota Gazoo Racing.

#### Saison 2023
D'un point de vue technique, Hyundai apporte plusieurs modifications notables à son design. La lèvre supérieure de l'entrée d'air avant est redessinée, tout comme les élargisseurs d'ailes. Les rétroviseurs sont repositionnés plus en avant, avec des supports raccourcis. Les feux avant restent inchangés à l'extérieur, mais leur structure interne est retravaillée. Quant à l'aileron arrière, il est entièrement repensé, avec une forme plus arrondie et doté d'un plus grand nombre de dérives.

#### Saison 2024
Lors de la saison 2024, Thierry Neuville et Martijn Wydaeghe remportent le championnat pilote sur leur Hyundai i20 N Rally1.

#### Saison 2025
La Hyundai i20 N Rally1 bénéficie d'une évolution majeure portant sur plusieurs aspects clés de sa conception, notamment la suspension, la transmission et la répartition de la masse. Ces améliorations visent à accroître ses performances, sa stabilité et son efficacité sur différents types de surfaces. Ce type de mise à jour significative à mi-parcours de son cycle de vie n'est pas une première pour Hyundai, déjà entre 2019 et 2020, le constructeur avait apporté une refonte majeure à la suspension de l'i20 Coupé WRC.

## Caractéristiques

### Chaîne cinématique

#### Motorisation
Comme pour les World Rally Cars précédentes, les moteurs des Rally1 doivent correspondre à la norme GRE, pour Global Motorsport Engine. Cette norme impose un moteur avec quatre cylindres en ligne turbocompressé, d'une cylindrée de 1,6 L développant une puissance maximale de 380 ch, et d'une masse maximale de 80 kg. L'alésage × course est de 83 × 73,8 mm, et la lubrification est assurée par de l'huile Shell Helix-Ultra.
| Modèle et boîte                     | Production  | Moteur                       | Cylindrée         | Puissance                      | Couple                 | 0 à 100 km/h | Vitesse maximale |
| ----------------------------------- | ----------- | ---------------------------- | ----------------- | ------------------------------ | ---------------------- | ------------ | ---------------- |
| Hyundai i20 N Rally1 (boîte séq. 5) | 2022 - 2024 | 4 cylindres en ligne hybride | 1 600 cm3 (1,6 L) | 353 kW (480 ch) à 6 500 tr/min | 450 N m à 5 500 tr/min | < 4 s        | -                |

| Modèle et boîte                     | Production | Moteur               | Cylindrée         | Puissance                      | Couple | 0 à 100 km/h | Vitesse maximale |
| ----------------------------------- | ---------- | -------------------- | ----------------- | ------------------------------ | ------ | ------------ | ---------------- |
| Hyundai i20 N Rally1 (boîte séq. 5) | 2025       | 4 cylindres en ligne | 1 600 cm3 (1,6 L) | 280 kW (380 ch) à 6 500 tr/min | -      | -            | -                |

### Mécanique

#### Suspensions

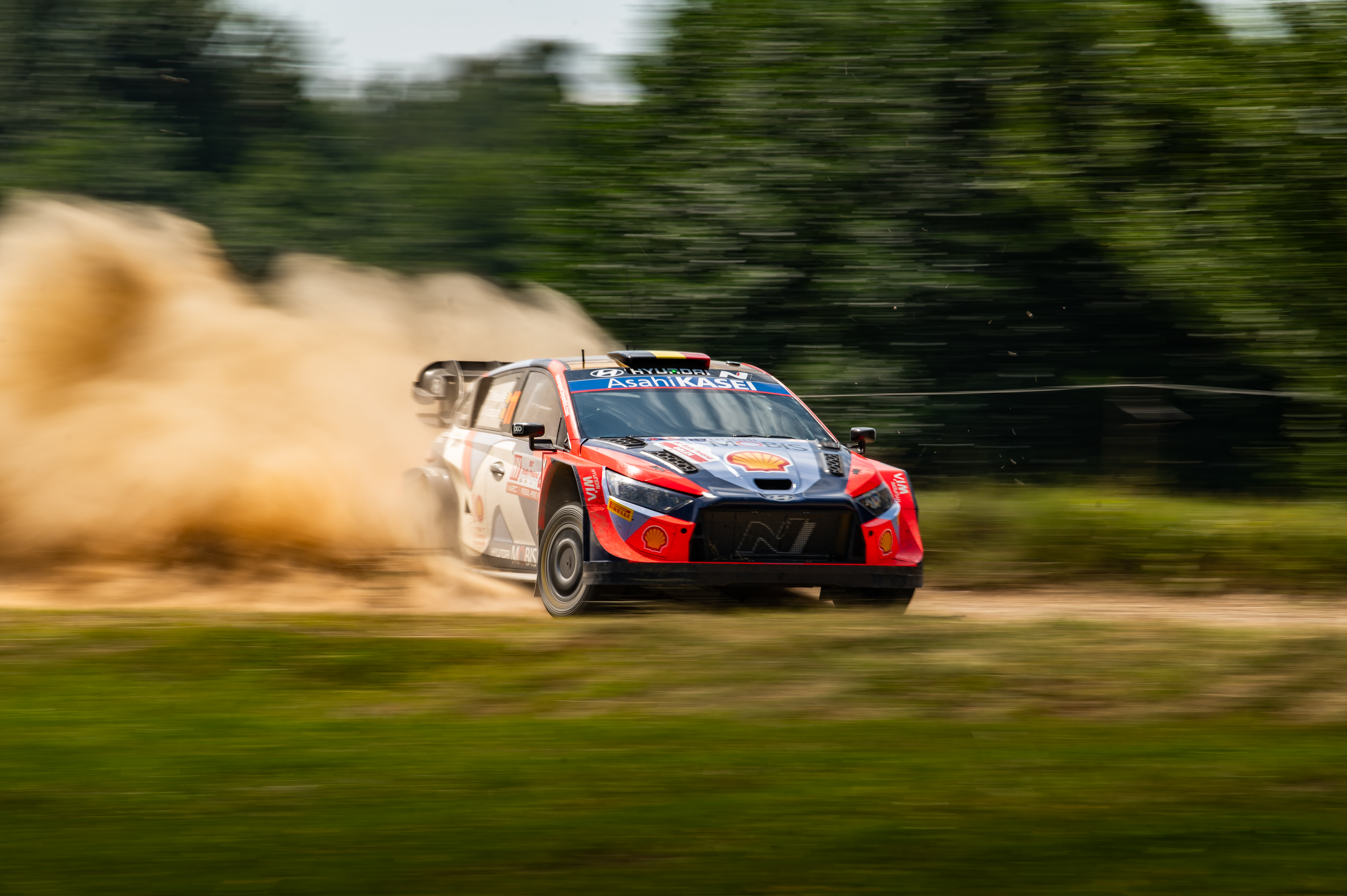
Thierry Neuville et Martijn Wydaeghe, lors du rallye de Pologne 2024.

À l'avant et à l'arrière, la i20 N Rally1 repose sur des suspensions de type MacPherson, associées à des amortisseurs réglables, permettant de modifier les paramètres de suspension pour s'adapter aux spécificités des spéciales. À partir du rallye de Suède 2025, les suspensions sont largement retravaillées. Auparavant inclinés vers l'arrière, les amortisseurs deviennent verticaux, comme ceux de la Yaris Rally1 et de la Puma Rally1. À l'arrière, l'angle d'attaque est réduit, mais conserve néanmoins une légère inclinaison vers l'avant. Cet angle optimise la traction et la stabilité en influençant la géométrie de la suspension. Lors d'une accélération, la voiture tend à se redresser, amenant l'amortisseur arrière en position plus verticale, ce qui limite la portance et améliore l'adhérence. À l'inverse, lors du freinage, l'arrière du véhicule se soulève moins, réduisant ainsi le transfert de charge indésirable. Avec la nouvelle configuration, ces effets restent perceptibles mais sont significativement atténués.

#### Freinage
Selon la réglementation commune à toutes les Rally1, le freinage est assuré par différents disques en fonction du type de surface où se déroule un rallye. Sur les rallyes disputés sur terre, des disques de frein de 300 mm de diamètre et 24 mm d'épaisseur refroidis par air sont utilisés. Des disques plus grands, de 370 mm de diamètre et 25 mm d'épaisseur, sont installés pour les épreuves sur asphalte, afin de répondre aux exigences spécifiques de ces terrains. Les disques sont couplés à des étriers à quatre pistons refroidis par air, et le frein à main est hydraulique.

#### Jantes et pneumatiques
Les roues de la i20 N Rally1 varient également selon la surface : des jantes de 8x18 pouces sont utilisées pour le tarmac, tandis que des jantes de 7x15 pouces équipent la voiture pour le gravier.

### Intérieur
Comme sur toutes les voitures homologuées en Rally1, le pot d'échappement de la Hyundai i20 N Rally1 est positionné sur le côté droit du véhicule, à proximité des pieds et du siège du copilote. Ce placement est dicté par la présence de l'unité hybride, installée juste derrière l'équipage, obligeant les ingénieurs à déporter l'échappement afin de garantir un refroidissement optimal du système hybride. Pour limiter la chaleur émise à l'intérieur de l'habitacle, certaines zones situées autour de l'échappement sont recouvertes de matériaux isolants, tandis que d'autres sont protégées par des plaques métalliques visant à réduire la transmission thermique.

## Résultats en championnat du monde des rallyes

### 2022
| Pos. | Écurie                  | Pilote           | MON  | SUE | CRO  | POR | ITA | SAF  | EST | FIN  | YPR | GRE | NZL | CAT | JPN  | Points |
| ---- | ----------------------- | ---------------- | ---- | --- | ---- | --- | --- | ---- | --- | ---- | --- | --- | --- | --- | ---- | ------ |
| 2e   | Hyundai Shell Mobis WRT | Thierry Neuville | 6e   | 2e  | 3e   | 5e  | 41e | 5e   | 4e  | 5e   | 20e | 1er | 4e  | 2e  | 1er  | 455    |
| 2e   | Hyundai Shell Mobis WRT | Ott Tänak        | Abd. | 20e | 2e   | 6e  | 1er | Abd. | 3e  | 1er  | 1er | 2e  | 3e  | 4e  | 2e   | 455    |
| 2e   | Hyundai Shell Mobis WRT | Oliver Solberg   | Abd. | 6e  | Abd. | -   | -   | 10e  | 13e | Abd. | 4e  | -   | 5e  | -   | -    | 455    |
| 2e   | Hyundai Shell Mobis WRT | Dani Sordo       | -    | -   | -    | 3e  | 3e  | -    | -   | -    | -   | 3e  | -   | 5e  | Abd. | 455    |

### 2023
| Pos. | Écurie                  | Pilote           | MON | SUE | MEX  | CRO | POR | ITA  | SAF  | EST | FIN  | GRE | CHI  | EUR  | JPN  | Points |
| ---- | ----------------------- | ---------------- | --- | --- | ---- | --- | --- | ---- | ---- | --- | ---- | --- | ---- | ---- | ---- | ------ |
| 2e   | Hyundai Shell Mobis WRT | Thierry Neuville | 3e  | 3e  | 2e   | 33e | 5e  | 1er  | Dsq. | 2e  | 2e   | 20e | 2e   | 1er  | 13e  | 432    |
| 2e   | Hyundai Shell Mobis WRT | Esapekka Lappi   | 8e  | 7e  | Abd. | 3e  | 3e  | 2e   | 12e  | 3e  | Abd. | 5e  | Abd. | Abd. | 4e   | 432    |
| 2e   | Hyundai Shell Mobis WRT | Dani Sordo       | 7e  | -   | 5e   | -   | 2e  | Abd. | 5e   | -   | -    | 3e  | -    | -    | Abd. | 432    |
| 2e   | Hyundai Shell Mobis WRT | Craig Breen      | -   | 2e  | -    | -   | -   | -    | -    | -   | -    | -   | -    | -    | -    | 432    |
| 2e   | Hyundai Shell Mobis WRT | Teemu Suninen    | -   | -   | -    | -   | -   | -    | -    | 5e  | 4e   | -   | Abd. | 6e   | -    | 432    |

### 2024
| Pos. | Écurie                  | Pilote            | MON | SUE | SAF | CRO | POR | ITA | POL | FIN  | FIN  | GRE | CHI  | EUR | JPN  | Points |
| ---- | ----------------------- | ----------------- | --- | --- | --- | --- | --- | --- | --- | ---- | ---- | --- | ---- | --- | ---- | ------ |
| 2e   | Hyundai Shell Mobis WRT | Thierry Neuville  | 1er | 4e  | 5e  | 3e  | 3e  | 41e | 4e  | 8e   | 2e   | 1er | 4e   | 3e  | 6e   | 558    |
| 2e   | Hyundai Shell Mobis WRT | Ott Tänak         | 4e  | 41e | 8e  | 4e  | 2e  | 1er | 40e | 3e   | Abd. | 3e  | 3e   | 1er | Abd. | 558    |
| 2e   | Hyundai Shell Mobis WRT | Esapekka Lappi    | -   | 1er | 12e | -   | -   | -   | -   | Abd. | 43e  | -   | Abd. | -   | -    | 558    |
| 2e   | Hyundai Shell Mobis WRT | Andreas Mikkelsen | 6e  | -   | -   | 6e  | -   | -   | 6e  | -    | -    | -   | -    | 31e | 31e  | 558    |
| 2e   | Hyundai Shell Mobis WRT | Dani Sordo        | -   | -   | -   | -   | 4e  | 3e  | -   | -    | -    | 2e  | -    | -   | -    | 558    |

### 2025
| Pos. | Écurie                  | Pilote           | MON | SUE | SAF | ESP | POR  | ITA | GRE | EST | FIN | PAR | EUR | JPN | KSA | Points |
| ---- | ----------------------- | ---------------- | --- | --- | --- | --- | ---- | --- | --- | --- | --- | --- | --- | --- | --- | ------ |
| -    | Hyundai Shell Mobis WRT | Thierry Neuville | 6e  | 3e  | 3e  | 5e  | Abd. | 20e |     |     |     |     |     |     |     | -      |
| -    | Hyundai Shell Mobis WRT | Ott Tänak        | 5e  | 4e  | 2e  | 7e  | 4e   | 19e |     |     |     |     |     |     |     | -      |
| -    | Hyundai Shell Mobis WRT | Adrien Fourmaux  | 3e  | 40e | 16e | 6e  | 2e   | 2e  |     |     |     |     |     |     |     | -      |

## Dans la culture populaire

### Jeux vidéo
Plusieurs jeux vidéo permettent de se mettre au volant d'une Hyundai i20 N Rally1, comme WRC Generations (2022), EA Sports WRC (2023), et Real Racing 3 (2013).